# Sopbao
Sopbao är ett distrikt i Laos.   Det ligger i provinsen Hua Phan, i den norra delen av landet, 400 km nordost om huvudstaden Vientiane.